# Syrphus ambiguus
Syrphus ambiguus är en tvåvingeart som beskrevs av Tokuichi Shiraki 1930. Syrphus ambiguus ingår i släktet solblomflugor, och familjen blomflugor.
Artens utbredningsområde är Taiwan. Inga underarter finns listade i Catalogue of Life.